# Rodoljub Roki Vulović
Rodoljub „Roki“ Vulović (* 1. května 1955, Bijeljina, Jugoslávie) je bosensko-srbský zpěvák. Působil též jako profesor a rektor na Zemědělské a zdravotnické vysoké škole v Bijeljine.

## Životopis
Rodoljub Vulović se narodil 1. května 1955 v Bijeljině. Svou kariéru hudebníka započal v roce 1972, kdy uvedl své prvé dvě písně „Kristina“ a „Napustićeš me ti“. V roce 1988, po vydání alba „Paša“, cestoval po evropských zemích s vysokým zastoupením srbského obyvatelstva. Po vydání alba „Paša“ vydal dalších 6 alb. Jeho sedmé album (první vydal v jeho 16 letech) vyšlo na začátku roku 2017. Vulović je již v důchodu.[zdroj⁠?!]

## Válka
V průběhu války v Jugoslávii bylo centrum města Bijeljina úplně zničeno, včetně Vulovićova domu, který stál na ulici Gavrila Principa.
Vulović byl dobrovolníkem v První lehké pěší Semberské brigádě, odkud pochází název jeho alba „Semberski junaci“. Některé písně byly věnovány jeho přátelům, některé jeho druhům ve zbrani a některé jeho velitelům. Celý zisk z prodeje alba věnoval na léčbu zraněných vojáků.
Po úspěchu jeho prvního alba vstoupil Vulović do Prvé bijeljinské lehké pěší brigády, zvané Garda Panteri. Zde, z iniciativy svého velitele Pera Čoliće, vydal v roce 1993 další album. Toto album se ukázalo jako nenahraditelné: vojákům dodalo sílu a motivaci k boji a zároveň Rokiho proslavilo.
Crni bombarder (1995) bylo poslední vojensky zaměřené album, po kterém Roki vydal milostné album „Zbog tebe“.

## Diskografie
- Kristina (1972)
- Paša (1988)
- Semberski junaci (1992)
- Garda Panteri (1993)
- Junaci Kozarski (1994)
- Crni bombarder (1995)
- Zbog tebe (1997)
- Otadžbini na dar (2001)

## Osobní život
Rokiho otec se zúčastnil druhé světové války, v roce 1941 padl do zajetí a byl deportován do nacistického Německa, odkud se po válce vrátil. Rokiho dědeček byl z Černé Hory.
Rokiho manželka, Jelica (jazykovědec), je spoluautorkou mnohých jeho písní. Roki má dvě děti – syna a dceru. Mluví plynně italsky a francouzsky, také se domluví německy.
V průběhu jeho života a mnohých turné navštívil mnohé země západní Evropy – jediná větší země západní Evropy, kterou dosud nenavštívil, je Španělsko. Jeho snem byla návštěva Ruska.
Za zmínku též stojí, že v průběhu devadesátých let byli několikrát zamítnuty jeho žádosti o americké vízum. Jedním z důvodů, dle amerického velvyslanectví, byla skutečnost, že zpíval revoluční a anti-NATO písně.

## Postoje
Vulović věří, že největší přátelé Srbska jsou Rusové a Řekové. Také řekl, že Bosňáci jsou všeobecně dobří lidé, pokud je nedráždíte. Myslí si, že jak Četnici, tak i jugoslávští partyzáni jsou hrdinové Druhé světové války, ovšem obě tyto skupiny se dopouštěli zločinů vůči civilnímu obyvatelstvu.
Josip Broz Tito a Vladimir Putin jsou jedni z těch, které velice respektuje. Nepodporuje vstup Srbska do Evropské unie, a říká, že ani jeden ze srbských prezidentů, Tadić ani Nikolić nikdy nebrali v úvahu postoj lidí k této otázce.

## Hrdinové v písních
Hrdinové v písních nebyli jenom známí srbští hrdinové, ale také Rokiho druhové ve zbrani a velitelé.
- Velitel Druhého praporu, major Zoran Lopandić (píseň Zorane, Zorane)
- Velitel Kikor (píseň Hej Kikore)
- Velitel Vlado (Junaci iz 1. Semberske brigade)
- Mirko, velitel vojskového oddělení Mitara Maksimoviće (Mirko vojvoda)
- Velitel Druhé semberské brigády, major Gavrilović (Gavrina brigada)
- Kapitán Ljubiša „Mauzer“ Savić (Panteri (Mauzer))
- Plukovník Pero Čolić (Pukovniče Čoliću)
- Generál Ratko Mladić (Generale, generale)
- Kapitán Ljubiša "Ljúti" Lazić (Kapetane Lazicu)